# André Tanneberger
André Tanneberger, művésznevén ATB (Freiberg, 1973. február 26. –) német zenész, lemezlovas, zenei producer, a trance műfaj meghatározó alakja.

## Munkássága
Zenei pályafutása 1992-ben kezdődött, a dalai utómunkáit Thomas Kukula stúdiójában végezték el. Ekkor találkozott Woody van Eydennel, akivel megalapították a Sequential One (SQ1) nevű duót.
Első kislemeze 1993-ban jelent meg.
Az első szólólemeze 1998-ban került nyilvánosságra ATB néven, (9 PM (Till I Come)) mellyel egyből belopta magát a dance-rajongók szívébe. A következő állomás a Don't Stop volt, melyet az Adamski-féle Killer követett. Első albuma (Movin' Melodies) 1999-ben került a polcokra. Jellegzetessége az életvidám dallamok ütős dance-alapokon való „játéka”.
Második, Two Worlds című dupla CD-je 2000 őszén került a boltokba. Az album első része, a The World of Movement a táncoslábúaknak, míg a The Relaxing World a pihenni vágyóknak és a chill-out-zenét kedvelő embereknek készült.
A soron következő lemez 2002-ben jelent meg Dedicated címmel. Ezzel az albummal egy újfajta hangzás is kezdetét vette, számos rádióslágert tartalmazott, mint például Let U Go, Hold You, You're Not Alone. Érdekessége, hogy a Hero és az I Wanna Cry című szám a 2001. szeptember 11-ei terrortámadás áldozatainak megemlékezésére készült.
2003-ban publikálta Addicted to Music című albumát, melyen található egy rejtett bónusztrack is, Roberta Harrison együttese, a Wild Strawberries-féle Ruby.
2004-ben megújult hangzással került a lemezboltokba a No Silence című nagylemeze. Az album 1. számát (Marrakech) az amerikai Egy gyilkos agya című film betétdalává választották 2005-ben.
Ugyanebben az évben egy félig-meddig Best of válogatáslemeze jelent meg, melyen a 7 éves ATB-s pályafutása gyümölcsei szerepelnek (az album címe is Seven Years). Érdekesség, hogy a Let U Go című számon nem Roberta, hanem egy német férfi énekes, Jan Löchel énekel. 3 új szerzemény is helyet kapott a lemezen, a két rádiósláger Believe in Me, a Humanity és a Trilogy című kellemes zongorajáték 2. része (az első az Addicted to Music albumon szerepelt).
2007 áprilisában jelent meg új albuma Trilogy néven, mely kétféle változatban kapható a lemezboltokban: egy 12 számot tartalmazó CD, melyen szerepel három rádiósláger, a Renegade, a Feel Alive és a Justify, valamint egy limitált számban kiadott dupla CD-s változat, melynek bónuszlemeze 14 nyugalmat árasztó zenét tartalmaz, köztük a Trilogy 3. és egyben befejező részét.
2009-ben megjelent Future Memories című dupla CD-s albuma.
ATB produceri munkássága közben megjelentetett egy mix-CD-sorozatot, The DJ néven, mely jelen pillanatban a hatodik résznél tart.

## Diszkográfia

### Kislemezek
- 1998 9 PM (Till I Come)
- 1999 Don't Stop
- 1999 Killer
- 2000 The Summer
- 2000 Fields of Love (Feat. York)
- 2001 Let U Go
- 2001 Hold You
- 2002 You’re Not Alone
- 2002 I Wanna Cry
- 2003 I Don't Wanna Stop
- 2003 Long Way Home
- 2003 In Love With The DJ/Sunset Girl
- 2004 Marrakech
- 2004 Ecstasy
- 2004 Here With Me
- 2004 Here With Me/Intencity
- 2005 Believe in Me
- 2005 Humanity
- 2005 Let U Go (Reworked 2005)
- 2006 Summer Rain
- 2007 Renegade (Feat. Heather Nova)
- 2007 Feel Alive
- 2007 Justify
- 2008 Wrong Medication (ATB pres. Jades)
- 2009 What About Us/L.A.Nights
- 2009 Behind (ATB pres. Flanders)
- 2010 9 PM (Till I Come) Reloaded
- 2010 Gravityl
- 2010 L.A. Nights
- 2010 Could You Believe
- 2011 Gold
- 2011 Move On
- 2012 Never Give Up

### Albumok
- 1999 Movin' Melodies
- 2000 Two Worlds
- 2002 Dedicated
- 2003 Addicted to Music
- 2004 No Silence
- 2005 Seven Years
- 2007 Trilogy
- 2009 Future Memories
- 2011 Distant Earth
- 2011 Distant Earth Remixed
- 2012 All The Best
- 2014 Contact
- 2015 Contact (Album Remixed)
- 2017 neXt

### Mixlemezek
- 2003 The DJ – In the Mix
- 2004 The DJ 2 – In the Mix
- 2006 The DJ 3 – In the Mix
- 2007 The DJ 4 – In the Mix
- 2009 The DJ 5 - In the Mix
- 2011 The DJ 6 - In the Mix
- 2011 Sunset Beach DJ Session
- 2012 Sunset Beach DJ Session 2

### Interjúk és hírek
- Exkluzív interjú
- Hazánkba látogatott ATB
- ATB: Seven Years

## Közreműködő énekesek
- André Tanneberger (ATB)
- Drue Williams
- Heather Nova
- Jan Löchel
- Jennifer Karr
- Jeppe Riddervold
- Karen Ires
- Ken Harrison (The Wild Strawberries)
- Madelin Zero
- Michal The Girl
- Nicole McKenna
- Roberta Carter Harrison (The Wild Strawberries)
- Tiff Lacey
- Yolanda Rivera